# Asagena brignolii
Asagena brignolii là một loài nhện trong họ Theridiidae.
Loài này thuộc chi Asagena. Asagena brignolii được miêu tả năm 1996 bởi Knoflach.